# Space Run
 (octobre 2016).
Si vous disposez d'ouvrages ou d'articles de référence ou si vous connaissez des sites web de qualité traitant du thème abordé ici, merci de compléter l'article en donnant les références utiles à sa vérifiabilité et en les liant à la section « Notes et références ».
Space Run est un jeu vidéo indépendant développé par la société française Passtech Games, édité sur PC (GNU/Linux, Mac OS, Windows) en 2014. Il s'agit d'un jeu de stratégie temps réel de type tower defense dans lequel un livreur doit transporter diverses marchandises à travers l'univers en les protégeant des astéroïdes et des pirates de l'espace.
Il a pour suite Space Run Galaxy.

## Accueil
- Canard PC : 7/10[1]